# 奥列格·利亚什科
奥列格·瓦列里耶维奇·利亚什科（羅馬化：Oleh Valeriiovych Liashko；1972年12月3日—），乌克兰政治人物、记者、电视节目主持人，乌克兰人民代表，激进党领袖。

## 履历信息
出生于切尔尼希夫。他在寄宿学校学习。夏天，母亲瓦西里·帕夫洛维奇和他的妻子加林娜·伊万诺夫娜在卢甘斯克州莱济夫卡纳·比列库库金斯基纳村亲自带走了奥列格。
1998年，他毕业于哈尔科夫国立师范大学法律系。
2013年，他毕业于基辅塔拉斯·舍甫琴科国立大学，获得国际商务学位。
2018年6月2日，他在俄罗斯与萨拉宁正式结婚；在那之前，他们已同居20年了，有一个女儿弗拉迪斯拉夫。

### 职业
他开始在卢甘斯克州利济夫卡村的斯科尔农场"进步"工作，该村现在是卢甘斯克州的比利库里斯基斯科霍区。
1990年–1992年 –通讯员，《莫洛达·格瓦尔迪亚》（基辅）报纸编辑部主任。
1992年–1995年 –乌克兰对外经济关系部《商业新闻》杂志编辑。
1995年–1996年–《普拉夫达·乌克里内》报"政治"申请的编辑。
自1996年8月起，《政治》杂志主编。1999年，基辅莫斯科地区法院以"泄露国家机密"为裁决，关闭了该出版物。
2000年–2006年——《斯沃博达报》主编。
自2016年5月21日起，擔任"Pravda Liashko"节目的主持人，該節目每周六21：00在NewsONE频道上播出。

## 引用來源
1. ↑  .   [2019-08-28]. （原始内容存档于2019-08-28）.
2. ↑  . ТаблоID. 2018-06-02  [2019-08-30]. （原始内容存档于2021-01-17） （乌克兰语）.